# Phryxe brunnescens
Phryxe brunnescens là một loài ruồi trong họ Tachinidae.